# Neath
Neath (walisisk: Castell-nedd) er en købstad og community, der ligger i Neath Port Talbot County Borough, Wales. Byen havde et indbyggertal på 50.658 i 2011, hvilket gør det til én af Wales' største byer. Sognet Neath havde 19.258 indbyggere i 2011. Historisk har det ligger i Glamorgan, og byen ligger ud til floden Neath omkring 11 km øst-nordøst for Swansea.
I byen ligger ruinen af Neath Castle, der stammer fra begyndelsen af 1100-tallet.